# Dan Morgan
Pour les articles homonymes, voir Morgan.
College Football Hall of Fame 2021
(en) Statistiques sur pro-football-reference
Daniel Thomas Morgan, Jr (né le 19 décembre 1978) est un joueur professionnel américain de football américain ayant évolué au poste de linebacker en National Football League (NFL) pendant sept saisons.
Il avait joué au niveau universitaire pour l'Université de Miami. Il a été reconnu comme un All-American et a remporté plusieurs trophées nationaux. Les Panthers de la Caroline le choisissent au premier tour de la draft 2001 de la NFL et il obtient une sélection au Pro Bowl pour la saison 2004. Il est actuellement le directeur du personnel au sein de la franchise des Bills de Buffalo.

## Jeunes années
Morgan est né à Clifton Heights, en Pennsylvanie. Il grandit en jouant au football pour les Clifton Heights Rams de la Ligue de Football Bert Bell près de Philadelphie. Après avoir joué en première année de football à Upper Darby High School dans l'Upper Darby Township, en Pennsylvanie, Morgan fréquente la J. P. Taravella High School de Coral Springs, en Floride. En tant que senior, il est un all-county au poste de halfback, linebacker, et strong safety pour les Taravella Trojans. En tant que halfback junior, il court 1,322 yards et marque 13 touchdowns.

## Carrière universitaire
Morgan fréquente l'Université de Miami et joue pour les Miami Hurricanes de 1997 à 2000. Il commence sa carrière universitaire en jouant fullback, mais passe au poste de weakside linebacker une semaine avant le début de la saison. Il devient le premier étudiant de première année linebacker titulaire pour les Hurricanes depuis Ray Lewis en 1993. Comme étudiant de première année, il est nommé dans la deuxième équipe d'étudiant de première année d'All-America par Sportsnews après un bilan de 105 tacles, trois sacks (plaquage du quarterback), et un fumble forcé.
Il devient le premier étudiant de deuxième année capitaine de l'équipe dans l'histoire des Hurricanes, et fait partie de l'équipe All-Big East, après avoir mené l'équipe avec 150 tacles. Il est finaliste pour le Prix Butkus et le Bronko Nagurski Trophy en tant que junior, et est récompensé par une deuxième équipe All-Big East pour son bilan de 139 tacles et 5 sacks. Il remporte finalement les deux prix, ainsi que le Chuck Bednarik Award, devenant le premier joueur NCAA de l'histoire à gagner trois prix dans une carrière (et la même année). Il est reconnu comme membre de la première équipe All-Big East, Joueur Défensif de l'Année, de la conférence Big East et à l'unanimité dans la première équipe All-American en 2000. Après avoir obtenu son diplôme, Morgan détient les records des Hurricanes et de la conférence Big East avec 532 tacles en carrière.
Morgan est intronisé au Hall of Fame de l'Université de Miami lors du 43e banquet annuel en 2011.

## Carrière professionnelle

### Panthers de la Caroline
Morgan est sélectionné par les Panthers de la Caroline au premier tour, avec la 11e sélection générale de la draft 2001 de la NFL.
Durant sa saison rookie, en 2001, il commence 11 matchs comme weakside et strongside linebacker, et remet un bilan final de 75 tacles, 1 sack, 1 interception et 1 fumble récupéré.
Pour sa deuxième saison, en 2002, Morgan contribue à élever les Panthers du rang de l'une des pires défenses de la saison 2001 de la NFL, au deuxième rang des défenses, devenant la première équipe à faire une telle amélioration en une saison. Morgan est également partie intégrante de la défense des Panthers qui conduit l'équipe au Super Bowl XXXVIII, où il affiche un bilan record pour un Super Bowl avec 18 tacles (11 solos et 7 assistés). Pour la saison 2004 de la NFL, il réalise 109 tacles, deux interceptions, deux fumbles récupérés et cinq sacks en route pour être nommé linebacker titulaire pour la NFC dans le Probowl 2004. En 2005, il est le deuxième tacleur de l'équipe, derrière Marlon McCree.
Le 6 novembre 2007, Morgan est placé sur la liste des blessés par les Panthers en raison d'une blessure à la cheville. Les Panthers le libèrent finalement le 11 février 2008.

### Saints de la Nouvelle-Orléans
Morgan est signé par les Saints de La Nouvelle-Orléans pour la saison 2008. Cependant, le 19 mai 2008, Morgan annonce sa retraite de la NFL, citant la lenteur de la récupération des blessures, notamment une déchirure partielle du tendon d'Achille subi au cours de la saison 2007.
Après avoir manqué la saison 2008, Morgan confirme le 26 janvier 2009 qu'il a  remis les documents prouvant son rétablissement à la NFL et qu'il rejoint les Saints; Morgan déclare qu'il est en bonne santé et prêt à jouer. Il est rétabli, le 12 février. Morgan s'entraîne avec les Saints hors-saison, mais se blesse au mollet lors d'un mini camp d'entraînement le 5 juin 2009. Le 8 juin, son agent, Drew Rosenhaus, annonce que Morgan a informé les Saints qu'il prend sa retraite pour la deuxième fois en raison de ses blessures.

### Les Bills de Buffalo
Morgan est actuellement Directeur du personnel jouer pour les Bills de Buffalo.

## Statistiques NFL
| DEFENSE | DEFENSE           |      | MJ  |      | Tackles | Tackles | Tackles |     | Sck. |     | Sfty |      | Interceptions | Interceptions | Interceptions | Interceptions | Interceptions | Interceptions |
| Année   | Équipe            | Tot. | MJ  | Sol. | Ast.    | P.Def.  | Int.    | TDs | Sck. | Yds | Sfty | Moy. | Lng           |               |               |               |               |               |
| 2007    | Carolina Panthers | 3    | 22  | 16   | 6       | 0       | -       | 1   | -    | -   | -    | 0    | -             |               |               |               |               |               |
| 2006    | Carolina Panthers | 1    | 2   | 0    | 2       | 0       | -       | 1   | -    | -   | -    | 0    | -             |               |               |               |               |               |
| 2005    | Carolina Panthers | 13   | 75  | 58   | 17      | 3       | -       | 2   | -    | -   | -    | 0    | -             |               |               |               |               |               |
| 2004    | Carolina Panthers | 12   | 101 | 78   | 23      | 2       | -       | 4   | 2    | 0   | 20   | 10   | 11            |               |               |               |               |               |
| 2003    | Carolina Panthers | 11   | 66  | 46   | 20      | 0       | -       | 1   | -    | -   | -    | 0    | -             |               |               |               |               |               |
| 2002    | Carolina Panthers | 8    | 53  | 38   | 15      | 1       | -       | 2   | 2    | 0   | 26   | 13   | 22            |               |               |               |               |               |
| 2001    | Carolina Panthers | 11   | 67  | 45   | 22      | 1       | -       | 1   | 1    | 0   | 10   | 10   | 10            |               |               |               |               |               |
| TOTAL   | TOTAL             | 59   | 386 | 281  | 105     | 7       | 0       | 12  | 5    | 0   | 56   | -    | 22            |               |               |               |               |               |

## Trophées et récompenses
- Équipe All-Rookie 2011 de Pro Football Weekly (en) ;
- Équipe All-NFC 2004 de Pro Football Weekly ;
- Unanimous All-American en 2000 ;
- Équipe type All-Big East en 2000 ;
- Joueur défensif de l'année 2000 en Big East Conference ;
- Trophée Dick Butkus en 2000 ;
- Trophée Bronko Nagurski en 2000 ;
- Trophée Chuck Bednarik en 2000.